# Microrregión de Guanambi
La Microrregión de Guanambi es una de las  microrregiones del estado brasileño de la Bahia perteneciente a la Mesorregión del Centro-sur Baiano. Su población fue estimada en 2005 por el IBGE en 363.396 habitantes y es la microrregión con la mayor población entre sus microrregiones vecinas, está dividida en dieciocho municipios. Posee un área total de 22.668,688 km².

## Municipios
- Caculé
- Caetité
- Candiba
- Guanambi
- Ibiassucê
- Igaporã
- Iuiú
- Jacaraci
- Lagoa Real
- Licínio de Almeida
- Malhada
- Matina
- Mortugaba
- Palmas de Monte Alto
- Pindaí
- Riacho de Santana
- Sebastião Laranjeiras
- Urandi

- Datos: Q2538148